# 야호코촌
야호코촌(八鉾村)은 히로시마현 히바군에 있던 촌이다. 현재의 쇼바라시, 시마네현 니타군 오쿠이즈모정의 일부에 해당한다.

## 역사
- 1889년 4월 1일 - 정촌제 시행에 의해 미카미군 야호코촌이 발족하였다.
- 1898년 10월 1일 - 군의 통합에 의해 히바군에 소속되었다.
- 1954년 3월 31일 - 사이조정과 합병해, 새로운 사이조정이 발족하여 폐지되었다.

## 교통

### 철도
- 일본국유철도
  - 게이비선

## 참고문헌
- 角川日本地名大辞典 34 広島県
- 『市町村名変遷辞典』東京堂出版、1990年。